# Under Flaming Winter Skies - Live in Tampere
Under Flaming Winter Skies - Live in Tampere es un álbum en vivo y DVD/Blu-ray de la banda finlandesa de Power metal Stratovarius. Grabado en directo en Finlandia el 19 de noviembre de 2011 en un tour llamado "Jorg Farewell Tour". Salió a la venta el 29 de junio de 2012. En la semana de su publicación, fue el DVD/Blu-ray más vendido siendo número 1 en su momento en ventas en Finlandia, alcanzó el puesto número 38 en Finlandia se mantuvo en la tabla finlandesa por una semana. La empresa discográfica Edel Music publicó el 11 de junio de 2012 el primer avance oficial del DVD la canción Black Diamond. La canción I Don't Believe In Love, de Queensryche,  no fue incluida en el álbum debido a que Edel Music rehusó pagar los derechos de autor a los propietarios.[cita requerida]

## Lista de canciones
| 1. "Under Flaming Skies" 2. "I Walk To My Own Song" 3. "Speed Of Light" 4. "Kiss Of Judas" 5. "Deep Unknown" 6. "Guitar Solo" 7. "Eagleheart" 8. "Paradise" 9. "Visions" 10. "Bass Solo" 11. "Coming Home" | 1. "Legions Of The Twilight" 2. "Darkest Hours" 3. "Burn" (Cover Deep Purple) 4. "Behind Blue Eyes" (Cover The Who) 5. "Winter Skies" 6. "Keyboard Solo" 7. "Black Diamond" 8. "Father Time" 9. "Hunting High And Low" |

## Miembros
1. Timo Kotipelto - Voz
2. Jens Johansson - Teclados
3. Jorg Michael - Baterista
4. Lauri Porra - Bajo
5. Matias Kupiainen - Guitarra

## Posicionamiento
| Año  | Lista     | País                 | Posición |
| ---- | --------- | -------------------- | -------- |
| 2012 | Finlandia | Bandera de Finlandia | 38       |
| 2012 | Suiza     | Bandera de Suiza     | 10       |
| 2012 | Alemania  | Bandera de Alemania  | 81       |
| 2012 | Japón     | Bandera de Japón     | 168      |
| 2012 | Bélgica   | Bandera de Bélgica   | 182      |